# Luís Antônio Pereira Franco
Luís Antônio Pereira Franco, primeiro e único Barão de Pereira Franco (Salvador, 19 de outubro de 1827 — Rio de Janeiro, 20 de janeiro de 1902), foi um magistrado e político brasileiro.
Foi deputado à Assembleia provincial, deputado geral, presidente da província de Sergipe, de 14 de julho a 17 de novembro de 1853.
Foi também ministro da Marinha (ver gabinetes Pimenta Bueno e Caxias de 1875), ministro da Guerra, ministro do Supremo Tribunal de Justiça e senador do Império do Brasil de 1888 a 1889. Com a criação do Supremo Tribunal Federal, foi nomeado ministro desse tribunal.